# سانتانا گرت
سانتانا گرت (انگلیسی: Santana Garrett؛ زادهٔ ۲۲ مهٔ ۱۹۸۸) یک کشتی‌گیر کشتی حرفه‌ای اهل ایالات متحده آمریکا است.